# Phillip Langshaw
Phillip Langshaw (* 5. Februar 1938 in Sydney, Australien) ist ein Sänger in der Stimmlage Bassbariton und Hochschullehrer.

## Leben
Langshaw wurde in Sydney (Australien) geboren. Seine umfangreichen musikalischen Studien absolvierte er in Australien, Deutschland und in der Schweiz. Im Jahre 1972 kam er als Stipendiat nach Köln an die Musikhochschule und führte dort sein Oratorien- und Liedstudium bei Heinz Marten durch.
Zahlreiche Verpflichtungen zu Festspielen und Konzerten in Europa, Asien und Australien machten ihn zu einem angesehenen Interpreten seiner Stimmgattung. Sein Repertoire umfasst die Literatur vom Frühbarock bis hin zur Moderne.
Phillip Langshaw war Professor für Gesang an der Hochschule für Musik in Köln (jetzt Hochschule für Musik und Tanz Köln). Seine Interpretationen wurden durch Aufnahmen für Funk, Fernsehen und Schallplatte dokumentiert.

## Diskografie (Auswahl)
- Es ist ein Ros entsprungen (Weihnachtsprogramm), mit Phillip Langshaw, Agnes Giebel, u. a.; LP, Polyphonia, 1982
- Johannes Brahms: Ein deutsches Requiem (Konzertmitschnitt), mit Phillip Langshaw, Barbara Schlick, Bremer Domchor, Mitglieder des Rundfunkorchesters Hannover, Wolfgang Helbich (Dirigent); CD, DG (Digital Mastering), 1990
- Johann Sebastian Bach: The Apocryphal Bach Cantatas BWV 217-222, mit Phillip Langshaw, Johanna Koslowsky, Harry Geraerts, Kai Wessel, Alsfelder Vokalensemble, Steintor Barock Bremen, Wolfgang Helbich (Dirigent); 2 CDs, CPO, 1992
- Georg Philipp Telemann: Lateinisches Magnificat C-Dur & Hamburgische Kapitänsmusik 1730, mit Phillip Langshaw, Mieke van der Sluis, Graham Pushee, Wilfried Jochens, Harry van der Kamp, Alsfelder Vokalensemble, Barockorchester Bremen, Wolfgang Helbich (Dirigent); CD, CPO, 1993
- Wolfgang Amadeus Mozart: Grande Messe en Ut mineur K. 427, mit Phillip Langshaw, Barbara Schlick, Mechthild Georg, Orchestre et Chorale Paul Kuentz, Paul Kuentz (Dirigent); CD, Pierre Verany, 1995 (spätere Neuveröffentlichung bei Allardi)
- Joseph Haydn: Die Schöpfung, mit Phillip Langshaw, Barbara Schlick, Alexander Stevenson, Orchestre et Chorale Paul Kuentz, Paul Kuentz (Dirigent); 2 CDs, Pierre Verany, 1997
- Gabriel Fauré: Requiem, mit Phillip Langshaw, Barbara Schlick, Orchestre et Chorale Paul Kuentz, Paul Kuentz (Dirigent); CD, Pierre Verany, 1998
- Mahler im Dom zu Schwerin,  Phillip Langshaw (Bass-Bariton), Jörg Abbing (Orgel); CD, SICUS Klassik 2001